# Achille Piccini
Achille Piccini, född 24 oktober 1911 i Carrara, död 14 februari 1995 i Carrara, var en italiensk fotbollsspelare.
Piccini blev olympisk guldmedaljör i fotboll vid sommarspelen 1936 i Berlin.